# Фолксваген ъп!
Фолксваген ъп! (Volkswagen up!) е градски автомобил от сегмент A, произвеждан от германския автомобилен концерн Volkswagen. Представен е за първи път на автомобилното изложение във Франкфурт през 2011 г. като наследник на модела Volkswagen Fox за европейския пазар.

## Дизайн и технически характеристики
Volkswagen up! е част от проекта New Small Family (NSF) на VW, като е създаден върху модулна платформа, споделяна с Škoda Citigo и SEAT Mii. Автомобилът е компактен, с дължина около 3.54 м, широчина 1.64 м и височина 1.48 м, което го прави изключително подходящ за градски условия.

### Двигатели
Volkswagen up! се предлага с няколко варианта на бензинови, дизелови и електрически двигатели:
- 1.0-литров, 3-цилиндров бензинов двигател – наличен във версии със 60 к.с. и 75 к.с.
- Volkswagen e-up! – изцяло електрическа версия с мощност 82 к.с. и пробег до 260 км (WLTP)
- GTI версия – 1.0 TSI с турбокомпресор и 115 к.с.

### Трансмисия
Автомобилът е оборудван с 5-степенна механична скоростна кутия, а някои версии разполагат и с автоматизирана трансмисия ASG.

## Оборудване и безопасност
Volkswagen up! предлага различни нива на оборудване, включително климатик, мултимедийна система, навигация, LED дневни светлини и др. По отношение на безопасността, моделът има ABS, ESP, множество въздушни възглавници и получава 5 звезди на краш тестовете на Euro NCAP.

## Производство и популярност
Производството на Volkswagen up! започва през 2011 г. и продължава до 2023 г., когато Volkswagen решава да прекрати модела в полза на бъдещи електрически градски автомобили. Up! се произвежда в Словакия, в завода на VW в Братислава.

## Заключение
Volkswagen up! е един от най-успешните градски автомобили в Европа, благодарение на своята икономичност, практичност и надеждност. С електрическата версия e-up! моделът успешно навлиза и в сегмента на електрическите автомобили.